# Halcampogeton
Halcampogeton is een geslacht van zeeanemonen uit de klasse van de Anthozoa (bloemdieren).

## Soort
- Halcampogeton papillosus Carlgren, 1937